# Pau Martínez Gil
Pau Martínez Gil, más conocido como Pau Martínez, (Blanes, Gerona, 10 de noviembre de 2000) es un futbolista español que juega de extremo derecho en el Nástic de Tarragona de la Primera División RFEF.

## Carrera deportiva
Pau Martínez comenzó su carrera deportiva en las categorías inferiores del CF Damm hasta 2011, ya que con apenas 10 años ingresó en La Masía para formar parte del FC Barcelona, en el que permanecería durante 7 temporadas llegando a formar parte de la plantilla del juvenil "B".
En la temporada 2018-19, ingresa en la cantera del RCD Espanyol para jugar en el juvenil "A" de División de Honor. En la segunda parte de la temporada, llegaría a jugar 6 partidos con el filial en el Grupo III de la Segunda División B de España, en los que anotaría un gol.
En la temporada 2019-20, formaría parte de la plantilla del RCD Espanyol B de la Segunda División B de España, donde jugaría 16 partidos en los que anota dos goles.
El 5 de agosto de 2020, firma por el FC Andorra de la Segunda División B de España, donde disputa 23 partidos en los que anota dos goles.
El 8 de julio de 2021, firma por el Osasuna Promesas de la Segunda División RFEF.
En la temporada 2021-22, disputaría 35 partidos en los que anotaría goles, logrando el ascenso a la Primera División RFEF.
El 5 de agosto de 2023, firma por el San Fernando C. D. de la Primera División RFEF.

## Clubes
| Club                    | País    | Año       | Liga   | Partidos | Goles |
| ----------------------- | ------- | --------- | ------ | -------- | ----- |
| RCD Espanyol B          | España  | 2019-2020 | 2ªB    | 22       | 3     |
| FC Andorra              | Andorra | 2020-2021 | 2ªB    | 23       | 2     |
| Osasuna Promesas        | España  | 2021-2023 | 1ªRFEF | 64       | 14    |
| San Fernando C. D.      | España  | 2023-2024 | 1ªRFEF | 32       | 2     |
| Unionistas de Salamanca | España  | 2024-2025 | 1ªRFEF | 36       | 4     |
| Nástic de Tarragona     | España  | 2025-2026 | 1ªRFEF |          |       |